# Bojana Drča
Bojana Drča, född Živković 29 mars 1988 i Belgrad, är en serbisk volleybollspelare. Živković blev olympisk silvermedaljör vid OS 2016 i Rio de Janeiro. och tog guld vid VM 2022.